# Eric Berne
Eric Berne (Montreal, Quebec no Canadá, 10 de maio de 1910 - Califórnia, 1970), nascido Eric Lennard Bernstein médico e psiquiatra naturalizado estado-unidense.

## Biografia
Filho do médico David Hiller Bernstein e da jornalista e escritora Sarah Gordon Bernstein, foi o criador da abordagem da psicologia chamada Análise Transacional (AT). A sua família imigrou da Polônia e da Rússia para o Canadá. O pai faleceu prematuramente de tuberculose, na idade de 38 anos.
Eric Berne bacharelou-se em Medicina (1935) e fez mestrado de Cirurgia na Universidade McGill. Em 1936 iniciou residência na Clínica de Psiquiatria da Escola de Medicina da Universidade de Yale, nos Estados Unidos, onde trabalhou por dois anos. Quando se tornou cidadão norte-americano, o que ocorreu por volta de 1938, mudou seu nome de Eric Lennard Bernstein para simplesmente Eric Berne.
Sofreu forte influência da psicanálise durante dez anos, nos quais desenvolveu diversos estudos significativos, até o surgimento da AT. Na realidade em 1956, quando requereu seu reconhecimento como psicanalista, o seu pedido foi rejeitado, sendo-lhe recomendado que voltasse a requerer o seu reconhecimento após mais quatro anos de análise e estudos, o que o deixou muito decepcionado. Após o fato, Berne começou a perceber que não pensava como psicanalista e na realidade, suas teorias estavam embrionando uma nova abordagem, uma variação da psicanálise, que mais tarde chamou Análise Transacional.
Berne não criticava exatamente a psicanálise para ao contrário queria complementa-la com seu estudo comportamento efetivo por relegar a cura dos pacientes a um segundo plano, assim como preocupar-se em excesso com a análise da personalidade do indivíduo, para ele "as pessoas nascem príncipes e princesas, até que seus pais as transformem em sapos". Para Berne a psicologia deveria preocupar-se em curar primeiro e investigar depois e sua fé na natureza humana o fazia defender a ideia de que são circunstâncias externas e não fraquezas internas que levam as pessoas a se tornarem "pacientes" psiquiátricos.
Achava certas palavras, como esquizofrênico, maníaco, paranoico, especialmente insultuosas, era um homem espirituoso e admirava as crianças e a criança nos outros.
Seus clientes eram tratados como iguais e com igual responsabilidade pelo processo terapêutico, não achava correto tratá-los como se não pudessem compreender o que se passava com eles e dizia: "Qualquer coisa que não se deva dizer na frente de um paciente, não merece ser dita em geral", acreditava que a cooperação e o consentimento era um grande passo para a cura. Afirmava que:
"Um Analista Transacional tentará curar seu paciente na primeira sessão. Se não conseguir passará a semana seguinte pensando, e tentará curá-lo na segunda sessão e assim por diante, até que se obtenha êxito ou admita o fracasso."
Steiner(1976) cita Berne em sua última aparição em público:
"Outra forma pela qual nós (psicoterapeutas) escapamos de fazer qualquer coisa é a falácia sobre a personalidade total. Uma vez que a personalidade toda está envolvida, nos perguntamos: Como se pode esperar curar alguém, particularmente em menos de cinco anos? OK, eis como.
Se um homem tem um dedo do pé infeccionado por causa de um espinho, começa a mancar um pouco, e os músculos da sua perna se enrijecem. Para compensar seus músculos da perna enrijecidos, os músculos das suas costas precisam se retesar, e em seguida os músculos do pescoço se retesam; e então os músculos do couro cabeludo; e em pouco tempo terá dor de cabeça. Fica com febre por causa da infecção; seu pulso aumenta. Em outras palavras, tudo está envolvido - toda sua personalidade, inclusive sua cabeça que dói, e chega mesmo a se enfurecer com o espinho ou quem quer que o tenha colocado aí, de modo que é capaz de gastar muito tempo indo a um advogado. Envolve toda a sua personalidade. Então chama o cirurgião. Este vem, olha para o sujeito e diz: "Bem, é algo muito sério. Como você pode ver, envolve toda sua personalidade. Todo o seu corpo está envolvido. Você está com febre; está respirando depressa demais; seu pulso está elevado; todos os seus músculos estão tensos. Penso que três ou quatro anos... é claro que depende muito de você... mas acho que em três ou quatro anos... poderemos curar esta condição. O paciente diz: humm, OK. Amanhã entrarei em contato consigo, e vai procurar outro cirurgião, e o outro cirurgião diz: Oh, você está com o artelho infeccionado por causa deste espinho. E pega um par de pinças e puxa o espinho para fora, e a febre desce, o pulso diminui, os músculos relaxam e o sujeito volta ao normal dentro de quarenta e oito horas, menos talvez. Assim é a nova maneira de praticar psicoterapia. É como descobrir um espinho e arrancá-lo.
Berne sentia que um terapeuta efetivo deveria ser mais ativo na busca da cura de seus pacientes, o que a psicanálise daquela época discordava.
A necessidade de uma cura mais rápida surgiu em 1945, quando Berne, psiquiatra que trabalhava na seleção do exército, via-se obrigado a realizar o "exame psiquiátrico" em 25.000 soldados, de onde dispunha em média de 40 a 90 segundo para analisar os candidatos.
Berne utilizava um método simples que constituía de duas perguntas seguidas de uma observação. As perguntas eram: "Você é nervoso?" e "Você alguma vez já procurou um psiquiatra?". Com isso ele percebeu que poderia predizer, com grande margem de acertos, as respostas que os candidatos dariam, apesar de todos vestirem-se da mesma forma.
Partindo destas observações ele resolveu ir além, decidindo adivinhar as ocupações dos soldados sem observar os registros e percebeu que também havia um alto grau de acertos, concluindo que era possível intuir algo, sem que houvesse uma explicação lógica para tal fenômeno. Ele passou a valorizar a imagem intuitiva (imagem do ego) que ele tinha da pessoa, que de alguma maneira descrevia seu ego e percebeu que a intuição a respeito da pessoa era eficaz em auxiliá-la, mais que o relacionar-se com ela em termos de uma diagnose psiquiátrica.
Em 1945, Berne iniciou um rigoroso estudo da teoria da intuição, do qual surgiu em 1949 surgiu sua primeira publicação sobre o assunto, seguido de outros 5 artigos, o último impresso em 1962.
Sua definição de intuição é "o conhecimento baseado na experiência que é adquirido através do contato sensorial com o sujeito, sem qua a pessoa que intui seja capaz de formular para si própria e para os outros, exatamente como ela chegou a suas conclusões."
Esta intuição, segundo Berne, é facilitada pelo estado de alerta e receptividade e requer uma concentração intensa e uma atenção direcionada para o objeto da intuição e pode ser aperfeiçoada com a prática e prejudicada pelo cansaço, por estímulos externos e outros fatores.
A lógica racional para este estudioso não era suficiente para se compreender a vida e a mente humana.
Berne com os estudos sobre a intuição percebeu que as imagens do ego da infância existiam em todas as pessoas e denominou-as Estados do Ego. Surgiu então o Estado do Ego Criança, o Estado do Ego Adulto e o Estado do Ego Pai.